# Forget-Me-Not (film 1917)

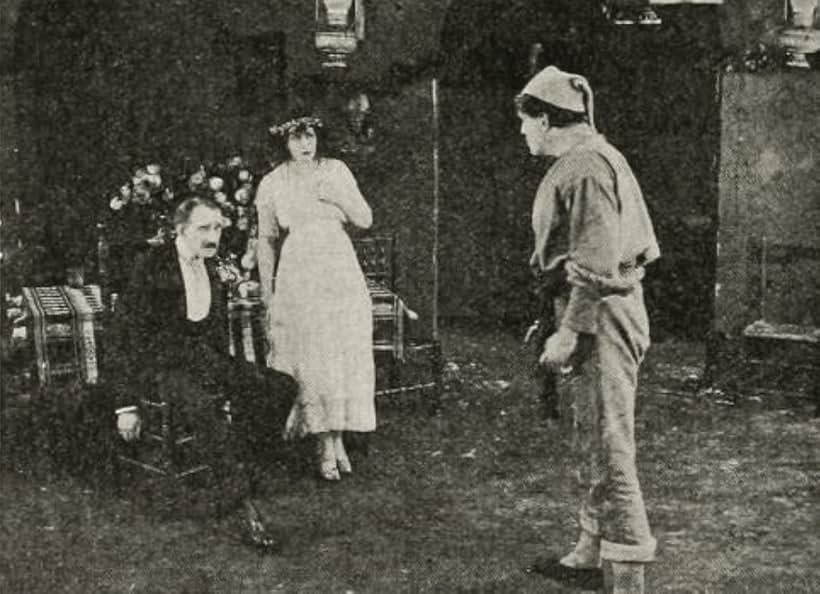

Forget-Me-Not è un film muto del 1917 diretto da Émile Chautard. La sceneggiatura di Frances Marion si basa sull'omonimo lavoro teatrale di Herman Merivale e F. C. Grove andato in scena in prima a Londra il 21 agosto 1879.

## Trama
Lasciato dalla donna amata, Gabriel Barrato, un povero pescatore, si uccide. Lei, Stefanie Paoli, dopo averlo abbandonato, convola a nozze con il ricco marchese di Mohrivart con il quale parte per la Francia dove i due aprono una sala da gioco di gran lusso. Ma Benedetto, il fratello del morto, non sa dimenticare e giura a sé stesso di vendicare la morte di Gabriel.

Passano gli anni. Dal matrimonio tra Stefanie e Mohrivart nasce un figlio, Charles, che viene mandato in Inghilterra per esservi educato. Il giovane, ignaro dello stile di vita dei suoi, si sposa con Rose Verney, una ragazza appartenente a una famiglia della buona società. Intanto Benedetto, che è diventato ricco, frequenta la sala da gioco parigina dei Mohrivart. Benché l'uomo resti affascinato dalla bellezza di Stefanie, non dimentica il suo giuramento e cerca di aggredirla. Tentando di salvare la moglie, il marchese resta ucciso e Benedetto, arrestato, viene condannato all'ergastolo. Poco tempo dopo, a Stefanie giunge la notizia che Charles, in Inghilterra, è in fin di vita. La donna parte per assistere il figlio e, dopo la sua morte, rimasta sola al mondo, decide di restare, installandosi presso i Verney e rifiutando di andarsene. Li minaccia, in caso contrario, di rendere illegittima la nascita della nipotina, appellandosi a una vecchia legge francese. Ma un suo ex amante, sir Horace Welby, per impedire che Stefanie continui a tormentare i Verney, le comunica la falsa notizia che Benedetto è stato liberato e che ora la sta cercando. Terrorizzata, la donna scompare, restituendo finalmente la pace alla famiglia.

## Produzione
Il film fu prodotto dalla Peerless Productions e dalla World Film.

## Distribuzione
Il copyright del film, richiesto dalla World Film Corp., fu registrato il 3 aprile 1917 con il numero LU10569.
Distribuito dalla World Film e presentato da William A. Brady, il film uscì nelle sale cinematografiche statunitensi il 16 aprile 1917. In Giappone, fu distribuito il 1º ottobre 1922 con il titolo Wasurenagusa.
Non si conoscono copie ancora esistenti della pellicola che viene considerata presumibilmente perduta.